# 王焱
王焱（1991年8月22日—），中国女子足球运动员。效力于北京北控凤凰。曾随国家队参加2019年國際足協女子世界盃和2020年夏季奥林匹克运动会。